# دنیس گودوین
دنیس گودوین (انگلیسی: Denis Goodwin؛ ‏ ۱۹ ژوئیهٔ ۱۹۲۹ – ۲۶ فوریهٔ ۱۹۷۵) فیلم‌نامه‌نویس کمدی رادیو و تلویزیون و بازیگر اهل بریتانیا بود. وی به مدت ۱۴ سال، همکاری نزدیکی با باب مانکهاوس داشت و با یکدیگر، برنامه‌های موفقی برای رادیو لوگزامبورگ ساختند. این دو برای کمدین‌های دیگری چون آتور اسکی هم متن‌های طنزآمیز می‌نوشتند.
وی در سال ۱۹۷۰ بابت دزدی از یک فروشگاه دستگیر و ۷۰ پوند جریمه شد. او در سال ۱۹۷۵ با خوردن تعداد زیادی قرص خواب‌آور خودکشی کرد.